# Eleição para mesa diretora da Assembleia Legislativa de São Paulo em 2021
A eleição para a Presidência da Assembleia Legislativa de São Paulo ocorreu em 15 de março de 2021, durante a 2ª Sessão Legislativa da 19ª Legislatura Ela resultou na eleição de um presidente, dos cargos de 1º e 2º Secretários (cargos principais da Mesa Diretora), de quatro vice-presidentes e de 3º e 4º Secretários (membros substitutos). Os vencedores deterão um mandato bienal (2021-2023), de acordo com o Regimento Interno da Assembleia Legislativa de São Paulo.
A eleição é realizada por meio de votação aberta, onde os deputados declaram abertamente em quem desejam votar. O deputado estadual Carlão Pignatari, do Partido da Social Democracia Brasileira (PSDB) foi eleito em primeiro turno com uma maioria absoluta dos votos.

## Candidatos à Presidência da Assembleia Legislativa de São Paulo
| Candidato | Candidato               | Imagem | Natural de  | Votos (%) |
| --------- | ----------------------- | ------ | ----------- | --------- |
|           | Carlão Pignatari (PSDB) |        | Votuporanga | 72,22%    |
|           | Major Mecca (PSL)       |        | Osasco      | 17,78%    |
|           | Sérgio Victor (NOVO)    |        | São Paulo   | 5,56%     |
|           | Carlos Giannazi (PSOL)  |        | São Paulo   | 4,44%     |

## Resultados por cargo

### Presidente
| Partido | Partido | Candidato | Votos | Votos (%) |
| ------- | ------- | --------- | ----- | --------- |
|         | PSDB    | Pignatari | 65    | 72,22%    |
|         | PSL     | Mecca     | 16    | 17,78%    |
|         | NOVO    | Victor    | 5     | 5,56%     |
|         | PSOL    | Giannazi  | 4     | 4,44%     |
| Totais  | Totais  | Totais    | 90    |           |

### Demais cargos[3]
| Cargo              | Nome                   | Partido |
| ------------------ | ---------------------- | ------- |
| 1º Vice-presidente | Wellington Moura       | PRB     |
| 2° Vice-presidente | André do Prado         | PR      |
| 3° Vice-presidente | Professor Kenny        | PP      |
| 4° Vice-presidente | Caio França            | PSB     |
| 1° Secretário      | Luiz Fernando Teixeira | PT      |
| 2° Secretário      | Rogério Nogueira       | DEM     |
| 3° Secretário      | Léo Oliveira           | MDB     |
| 4º Secretário      | Bruno Ganem            | PODE    |